# 枡田絵理奈
枡田 絵理奈（ますだ えりな、1985年〈昭和60年〉12月25日 - ）は、日本のフリーアナウンサー。元TBSアナウンサー。

## 人物
神奈川県横浜市出身。一人っ子である。祖父の実家が酒造店（桝田酒造店：富山市）、母親の実家が食品メーカー（トンデンファーム：江別市）。身長163 cm。
神奈川県立神奈川総合高等学校、成城大学文芸学部ヨーロッパ文化学科卒業後、2008年にTBSテレビに入社。
書道六段・普通自動車運転免許・漢字検定2級・英語検定2級・ニュース時事能力検定3級・スキー検定3級の資格を持つ。高校生時代はバトントワレ部に所属していた。さまざまな資格を取得する意欲について、子育てで忙しい中でも「あえて自分が成長するための時間を設けることで、意識をもって勉強することを心がけている」という。
2014年11月6日、かねてより交際していた6歳下の堂林翔太（広島東洋カープ）と年内に結婚することを発表。12月25日、枡田の29歳の誕生日に婚姻届を提出した。夫の所属する球団が広島を本拠地にしていることから、枡田も同居する形で広島に移住する。結婚翌日12月26日の『いっぷく!』の放送内で、年内での同番組降板ならびに2015年春にてTBSを退社する旨を明らかにした。同日夜付の公式ブログでも改めて発表された。
2015年4月18日放送の『新チューボーですよ! 1000回記念スペシャル』に出演したほかは出産準備もあって番組出演を控え、残った有給休暇を完全消化し、6月18日付でTBSを退社。同年5月16日、妊娠5ヶ月と報じられる。9月25日に第1子となる男児を出産。12月30日深夜『クイズ☆正解は一年後』生放送にてテレビ復帰。
2016年2月、LIBERAと契約、フリーアナウンサーでの活動を開始。2017年9月20日、第2子女児出産を報告。2019年4月16日放送『踊る!さんま御殿!!SP』（日本テレビ）番組内で、第3子妊娠を報告。9月11日、第3子女児出産を報告。

## エピソード
茶色いミニチュアダックスフントを飼っており、TBS時代の公式ブログ「ますだえりなのerinavi」（TBS公式サイトのアナウンサーページ内に開設されていた）のトップページにはその愛犬の画像が用いられていた。
アルパカが大好きであり、アルパカグッズ収集を趣味としている。番組スタッフ･アナウンス部の同僚･友人などからアルパカ関連の物をプレゼントされた際には、自身のブログにその写真をアップしていた。
学生時代には沢尻エリカが所属していた大手芸能プロ、スターダストプロモーションに所属しタレント活動をしていた。
成城大学在学中、証券会社のイメージキャラクターを務めるかたわら、株式投資のブログ執筆経験がある。同大学での同級生に当たるえなりかずきとは、在籍学部が異なるものの、在学中から共通の知り合いを通じて面識があった。

### 番組出演時
- 学生時代に続いて、TBS入社1年目に『アナCAN』の企画でファッション雑誌「Ray」の記事に同期アナウンサーと共に登場した。その後も「CanCam」「with」など、女性ファッション雑誌に登場することが多い。2013年9月14日には、東京体育館で開催のファッションイベント「東京ランウェイ　2013A/W」にて、谷原章介と共にMCを務めた[23]。
- 2010年6月25日未明に日本テレビで放送された2010 FIFAワールドカップ「日本×デンマーク」の試合中継でTBS局内からの生中継が行われ、先輩の青木裕子アナ（当時）とともに日本テレビの番組への出演を果たしている[補足 2]。
- 2012年5月には「2012ロンドンオリンピックバレーボール世界最終予選」PRのため平井理央（当時フジテレビアナウンサー）と局をまたいでのクロス出演が企画され、2012年5月19日にフジテレビ系列で放送された『めざましどようび』と『行くぞ!ロンドン五輪バレーボール世界最終予選 今夜開幕スペシャル』に出演した。
- 枡田がTBS入社後から4年半にわたりアシスタントを務めてきた『チューボーですよ!』（TBSテレビ）を卒業する際の収録（2013年11月16日放送分）には、大学の同級生でもあるえなりかずきがゲストで登場。レギュラーの堺正章を交えた3人でオムライス作りに挑戦するなど、枡田の卒業を祝した[24]。
- 2012年4月から2年間『ひるおび!』のアシスタントを務める。2度目の産休に入る小倉弘子の後任として登板したが、2013年12月までは、他番組の収録の都合から枡田が出演できない日（原則として隔週の月・水曜[補足 3]）は江藤愛が代役を務めた。こうした出演態勢から一部メディアにおいて「不定期出演」と記載されることもあったが、公式ページ[25]には月 - 金曜の通し出演とあり、狭い意味での不定期の出演ではなかった。2014年1月からの3ヶ月間は、江藤とのスケジュール調整により、火 - 金曜日の出演に変更[26]。『いっぷく!』への転出により、同年4月以降は江藤が全曜日出演となる。

### 交友関係
- 小学校6年生の時、少女雑誌ちゃおの沖縄アクターズスクールに密着取材するという企画で、当時中学1年生だった山田優と出会っている。ちなみに、枡田は山田優のファンであったが、その取材でますますファンになったという[27]。
- グラビアアイドル・女優の木口亜矢とは高校時代からの親友であり（ただし、同じ高校の同級生ではない[28]）、スターダストプロモーション在籍時には『Harajukuロンチャーズ』などで共演したほか、互いのブログにもたびたび登場している。TBS制作による木口出演の番組に枡田がVTRでコメントを寄せたこともある[29]。
- 高校時代、共通の友人を交えて渋谷センター街で後藤真希と遊んだ際、一緒にプリクラ撮影している。その時のプリクラをお互い持ち続けていたのだが、後藤はのちにアナウンサーとしてデビューした枡田が「友達の友達」であったことに長らく気付いていなかった。その後、2010年に「チューボーですよ!」へ後藤がゲスト出演した際、当時の話をプリクラとともに枡田が紹介し、思いがけない久々の再会に驚くという一幕があった[30]。
- 成城大学在学中のころ、放送局のアナウンサーを目指すようになり、TBSアナウンススクールに通っていた。その時の同期が加藤綾子（元フジテレビ）、相内優香（テレビ東京）であり、枡田・加藤・相内の3人は学生時代から仲が良い[31]。元テレビ朝日で同期の竹内由恵とも交友がある[32]。
- 就職活動時にフジテレビの面接会場で世話係を務めていた大島由香里には感謝の念を抱いている[33]
- アナウンス部で同期入社だった加藤シルビアと交流が深い。枡田とシルビア、枡田の親友で一緒に旅行することもあり[34]、枡田のブログにシルビアが登場する頻度も高い[35][36]。ちなみに枡田はシルビアを「しーちゃん」[37]、シルビアは枡田を「えりちゃん」と呼んでいる。
- 小嶋陽菜（元AKB48）とは十数年の交友がある[38]。篠田麻里子（元AKB48）は同い年[38][補足 4]ということで、番組の共演時に勇気を出して声をかけて以来、職場で顔を合わせる際は気さくに会話する仲[38]。

### 愛称
愛称の「マスパン」は、自身がMCを務めた『クイズ☆タレント名鑑』内の企画「禁断の芸能人ガチランキングSP」において、パネラー陣が“好きな女子アナランキング”の上位3人を予想する際、「有吉チーム」の有吉弘行とおぎやはぎが、当時の枡田とフジテレビ「パン」シリーズアナウンサーの人気・知名度格差を揶揄して「1位・カトパン、2位・マスパン、3位・アヤパン」という予想フリップを出したことに由来。結果は34位に終わり、有吉から「マスパン全然人気ねえじゃん」と嘲弄されるも、以後同番組内では、この呼称が定着。これが影響したのか定かではないが、翌2013年に週刊文春が行なった「好きな女子アナランキング」にて3位となる。TBS社内のアナウンサー仲間からは「えりにゃん」と呼ばれている。

## 連載
- TBSアナウンサー枡田絵理奈の毎日がクリスますだ!（集英社「週刊プレイボーイ」、2010年3月23日発売号 - 2011年4月25日発売号）
- 枡田絵理奈のますえりプッシュ（ジャパンケーブルネット「JCNケーブルテレビマガジン」、2009年5月号 - 2012年3月号）
- WebSportiva スポアナアスリートリポート（集英社の月刊スポーツ誌「Sportiva」公式サイト内で不定期更新、2010年7月5日 - 現在）※先輩の出水麻衣とテレビ朝日・竹内由恵の3人交代制[補足 5]。

## 出演番組
太字は出演中

### 学生タレント時代

#### テレビ
- Harajukuロンチャーズ（BS朝日、高校時代に出演[補足 6]）
- やじうまプラス・y-modeリポーター（テレビ朝日、2002年7月）
- 星ものがたり（JFN、2005年3月）
- ウェブドラマ「ため息の理由」（min.jam、2005年4月）
- 全力坂（テレビ朝日、2005年10月10日・19日）
- ウエンズデー J-POP リポーター（NHK BS2、2006年11月29日）

#### CM
- 日清食品「ごんぶと」（2001年 - 2002年、フレッシュゆうたら篇・うちらは芸で勝負や篇）[45]

岩下志麻、川村ひかる、桂亜沙美と共演。「フレッシュゆうたら篇」には常磐津一三太夫も出演した。
- イオン「ゆかた」（2006年、メリーゴーランド篇）[45]

比嘉愛未と共演。
- ジェット証券[補足 7]会社の公式ホームページのイメージキャラクター（成城大学在学中）

株式投資ブログも担当。

#### DVD
- DVD「よいこのもと」ナレーション（グッドシップス、2006年3月）

### TBS在籍時

#### テレビ
- どうぶつ奇想天外!（2008年10月12日 - 2009年3月29日、5代目アシスタント）
- 水曜ノンフィクション（2008年10月15日 - 2009年3月、アシスタント）
- アナCAN（2008年4月11日 - 2009年3月20日）
- JNNイブニング（TBSニュースバード、2008年10月20日 - 2009年3月30日）
- JNNフラッシュニュース（2008年10月20日 - 2009年3月30日ごろ、月曜担当）
- オレたち!クイズMAN（アシスタント、単発で2009年9月22日に放送した後、レギュラー放送は同年10月18日 - 2010年7月25日）[注釈 2]
- 笑撃!ワンフレーズ（2009年4月 - 2010年9月）
- チューボーですよ!（5代目アシスタント、2009年4月11日 - 2013年11月16日、その後2015年4月18日の「1000回記念スペシャル」にゲスト出演）
- 枡田絵理奈のTBSチャンネルガイド（TBSチャンネル、2009年3月16日 - 2012年3月18日）
- NEWS23X （スポーツキャスター、2010年3月29日 - 2012年3月23日、金曜担当）
- クイズ☆タレント名鑑（アシスタント、単発特番:2009年8月6日/2010年1月3日/同年4月2日、レギュラー放送:2010年8月1日 - 2012年3月25日）[52]
- 世界のみんなに聞いてみた（アシスタント、2011年10月12日 - 2012年3月21日・2012年4月3日の2時間SP）
- テベ・コンヒーロ（アシスタント、2012年4月17日 - 9月18日）[53]
- ひるおび!（アシスタント、2012年4月2日 - 2014年3月28日）[注釈 3]
- 内村とザワつく夜（アシスタント、2013年4月18日 - 2014年9月9日）
- クイズ☆アナタの記憶（アシスタント、2014年10月20日）[54]
- いっぷく!（アシスタント、2014年3月31日[55] - 12月29日[56]）
- チーム有吉〜◯◯したら即引退スペシャル～（アシスタント、2015年1月9日深夜）[57]
- 使える芸能人は誰だ!?プレッシャーバトル!! → プレバト!!（アシスタント、2012年10月11日 - 2015年3月19日）※毎日放送制作・全国ネット
- S☆1スパサカ → スーパーサッカーJ → スーパーサッカー（2009年3月30日 - 2015年3月24日未明）
- 炎の体育会TV（進行担当、2011年10月10日 - 2015年3月28日）

#### ラジオ
- こども音楽コンクール（2008年8月5日、8月19日、8月23日、8月30日、9月23日）
- 大沢悠里のゆうゆうワイド（2008年9月11日放送）[58]
- エキサイトベースボールマネージャーズ（2008年10月 - 2009年3月、土曜日担当。2008年11月28日、出水麻衣アナの代役）
- TBSラジオニュース（2008年10月ごろ - 2009年3月ごろ、月曜宿直 - 火曜早朝担当（月曜23:55、火曜8:53ほか））
- 枡田絵理奈の横浜物語（2010年10月9日 - 2011年3月5日）
- 志村けんの夜の虫（2012年11月16日 - 2014年3月28日）

### フリーアナウンサー

#### テレビ
- 笑っていいとも!（フジテレビ、2010年2月）
- アリケン（テレビ東京、2010年2月）
- めざましどようび（フジテレビ、2012年5月）
- パパドル! 第3話（TBS、2012年5月10日）
- 行列のできる法律相談所（日本テレビ、2014年2月）
- ペケ×ポン（フジテレビ、2014年2月）
- クイズ☆正解は一年後（TBS、2013年 - ）アシスタント - 毎年12月30日深夜に生放送。
- クイズ☆スター名鑑（TBS、2016年10月16日 - 2017年1月22日）アシスタント
- 99.9-刑事専門弁護士- SEASON II 第7話（TBS、2018年3月4日）
- BOAT RACEプレミア（TOKYO MX、BSフジ（2025年3月まで）、BSテレ東（2025年4月以降）等、2021年6月 - ） - 2021年6月のグランドチャンピオン中継よりドリーム戦MC。2022年度からは準優勝戦もしくは優勝戦時の現地リポーターも兼務。2023年10月のボートレースダービーからは準優勝戦・優勝戦のMCを担当する場合がある（もう一人のMCの青木源太が関西テレビ『旬感LIVE とれたてっ!』を優先するようになったため）。
- ステキなスキマ時間（BS朝日、2021年5月21日 - 9月24日）ナビゲーター[59]
- ラヴィット! （TBS、2022年2月10日）代理アシスタント
- 有吉弘行の故郷に帰らせていただきます。～地元でいい顔でちゃいました！～(RCC中国放送、2022年2月27日)
- 有吉弘行の故郷に帰らせていただきます。～地元でこんなに驚いちゃったよ～(RCC中国放送、2023年2月11日)
- 有吉弘行の故郷に帰らせていただきます。～地元でもっと驚いちゃったよ～（RCC中国放送、2024年2月10日）
- そ〜だったのかンパニー （テレビ新広島、2023年4月2日[60]  - ）、2022年7月から代打MC出演あり。
- 諭吉の食卓（BS Japanext、2023年10月 - 2024年12月）
- マネーリーダー!!! 〜遠藤家、大富豪への道〜 （BS10、2025年1月 - 、諭吉の食卓の後継）

#### ラジオ
- 枡田絵理奈とあしたのリーダーたち（2016年9月4日 - 、RFラジオ日本）[61][62]
- 柴田工業 presents ライムライト（2018年9月7日 - 、@FM）[63]
- 週末ノオト「枡田絵理奈の相続いろいろ相談サロン」（2020年7月4日 -2022年3月26日 、TBSラジオ）
- 枡田絵理奈のLFB RADIO～ライフ応援委員会～（2022年9月3日 - 、FMY）[64]

#### 吹き替え
- リトル・マーメイド（2023年）[65]

#### CM
- 京都大和（2022年）[66]
- 全国健康保険協会広島支部（2024年）[67] - 広島県ローカル

#### その他
- ゆるふわギャング「パイレーツ」ミュージックビデオ（ニュースキャスター役として出演）

## 関連人物

### TBSでの同期入社アナウンサー
- 加藤シルビア
- 山本匠晃

### その他
- 江藤愛 - TBSでの後輩アナウンサー。入社年は違うが、枡田と同い年。
- 小林悠 - TBSでの後輩アナウンサー。入社年は違うが、枡田と同い年。枡田と同じく学生時代に芸能活動の経験がある。
- 佐藤渚 - TBSでの後輩アナウンサー。枡田と同じく学生時代に芸能活動の経験がある。
- 真鍋摩緒 - 小学生時代からの幼馴染。
- 東紗友美 - 元タレント。大学の後輩。

### 補足
1. ↑  いっぷく!を除く出演番組については、卒業日未定としている[12]。
2. ↑  これはTBSが決勝トーナメント1回戦の「E組2位×F組1位」の試合の中継権を持っており、日本がE組2位で決勝トーナメント進出を決めると日本戦の中継となるため。結果、日本はデンマークに3-1で勝利し、当該カードは「日本×パラグアイ」となった。
3. ↑  他の曜日の他番組出演による収録や生放送の都合のため。
4. ↑  ちなみに篠田の誕生日は1986年3月11日。なお、篠田は2013年7月22日をもってAKB48を卒業した。
5. ↑  一時は堀友理子（担当時点では朝日放送アナウンサー）と交互に執筆していた。
6. ↑  日清食品「どん兵衛」の番組内CMにも出演。
7. ↑  ジェット証券は同業企業との2度の合併を経て現在はマネックス証券。ジェット証券[リンク切れ]（かつてのホームページ）